# Электронное зажигание

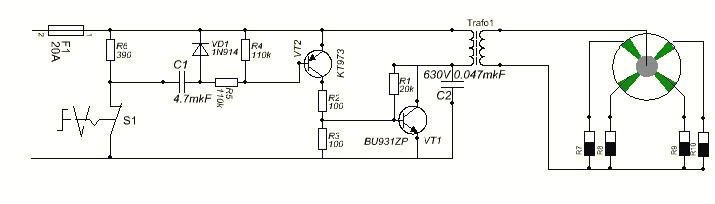
Принципиальная схема транзисторного электронного контактного зажигания.
При размыкании контактов прерывателя S1 электронная схема формирует импульс электрического тока в первичной обмотке катушки зажигания

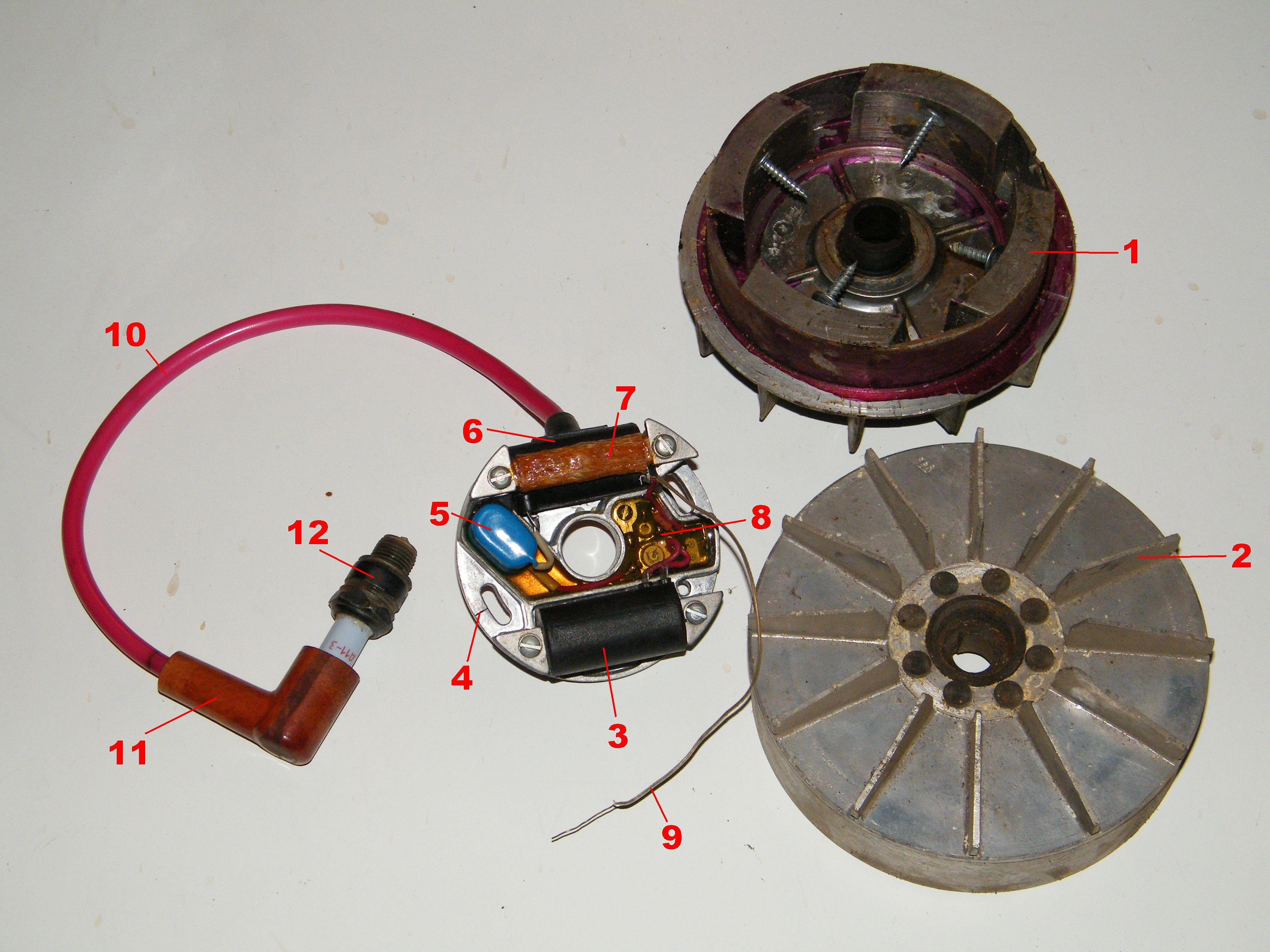
Электронное бесконтактное магнето МБ-1:
1 — маховик бензопилы «Урал» (видны две пары постоянных магнитов);
2 — маховик бензопилы «Дружба» (видны лопасти центробежного вентилятора);
3 — генераторная катушка;
4 — метка для установки угла опережения зажигания;
5 — конденсатор;
6 — высоковольтная катушка;
7 — управляющая катушка;
8 — электронная схема (залита эпоксидной смолой);
9 — провод, замыкание которого на «массу» приведёт к остановке двигателя;
10 — высоковольтный провод;
11 — свечной наконечник;
12 — свеча зажигания

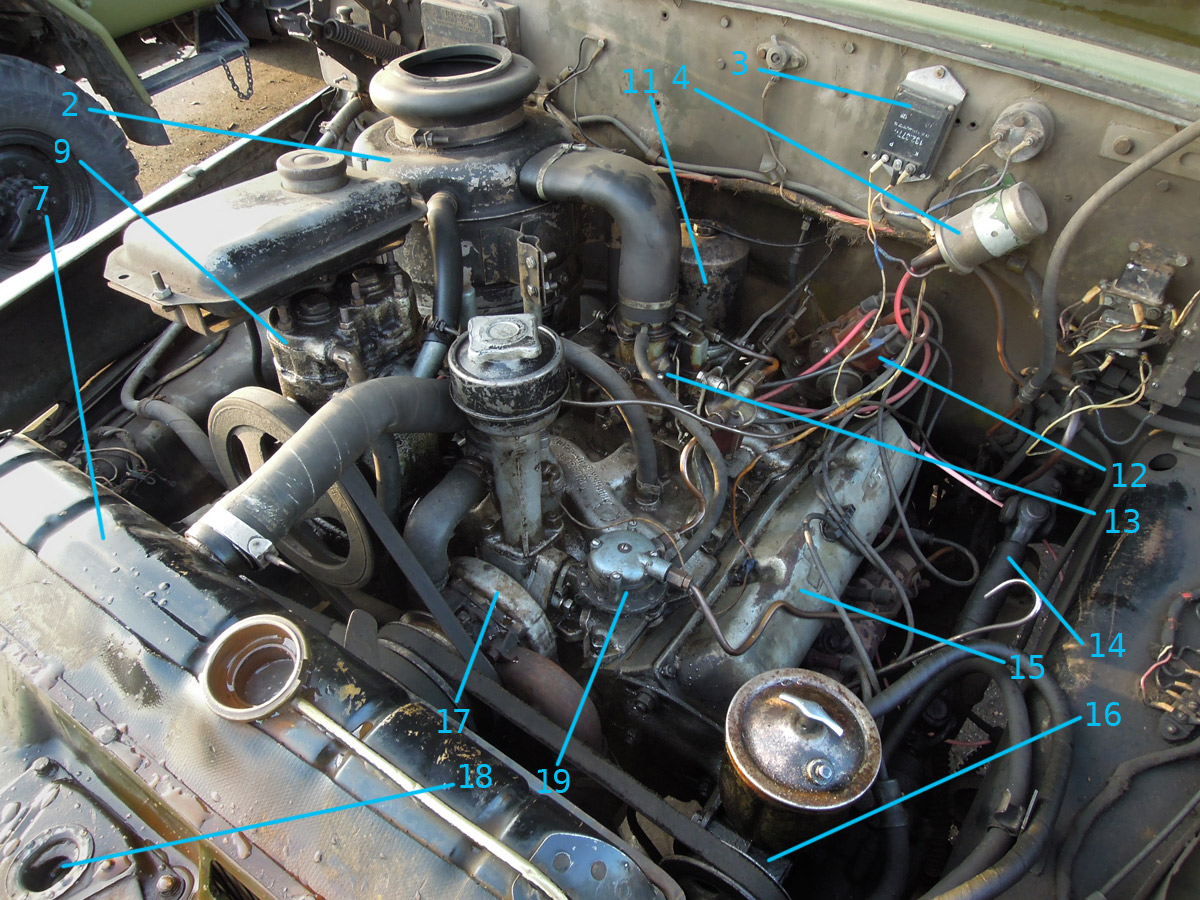
Коммутатор (3), катушка (4) и трамблёр (12) на грузовике ЗИЛ-131

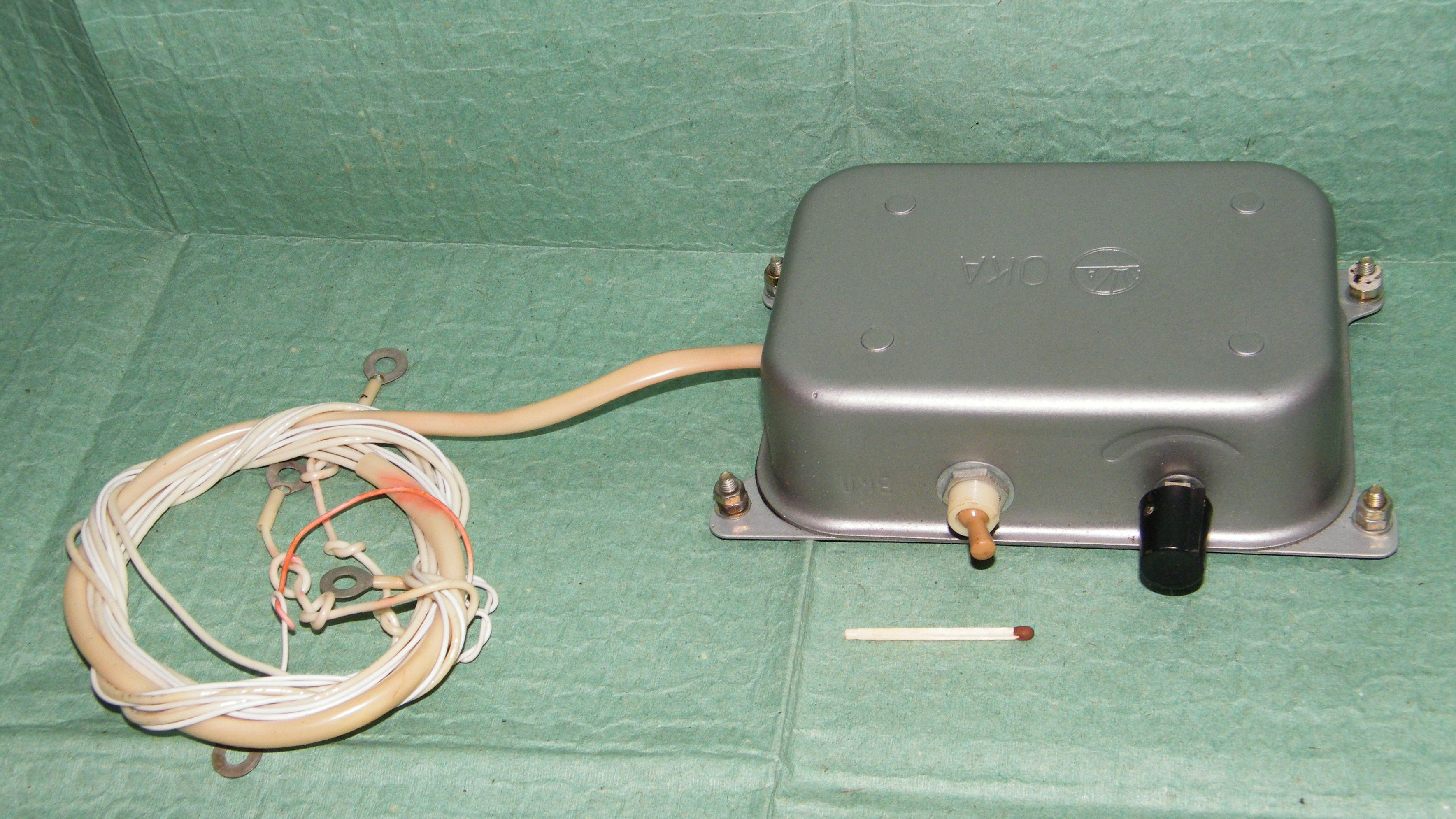
Блок электронного зажигания, СССР, 1980-е годы. Самостоятельно подключался к «классической» батарейной системе зажигания автомобиля. Тумблером электронное зажигание могло быть отключено, переменным резистором водитель регулировал опережение зажигания (например, уменьшал при запуске холодного двигателя).

Электро́нное зажига́ние (CDI, от Capacitor Discharge Ignition) — «зажигание от разряда конденсатора», или «конденсаторное зажигание» или «тиристорное зажигание» (по названию полупроводникового прибора «тиристор», выполняющего функции коммутации); зажигание, принцип действия которого основывается на разряде конденсатора. Является принципиально отличным от «классических» контактных (с прерывателем) систем зажигания, в которых конденсатор, включенный параллельно прерывателю только уменьшал искрение контактов и подавлял радиопомехи.
Системы с накоплением энергии в ёмкости (они же «конденсаторные» или «тиристорные», CDI) появились в середине 1970-х годов в связи с появлением доступной элементной базы радиоэлементов и повышением интереса к роторно-поршневым двигателям. Они практически аналогичны конструктивно системам с накоплением энергии в индуктивности, но имеются и отличия. Так, постоянный ток теперь не пропускается через первичную обмотку катушки. Вместо этого, к ней подключается конденсатор, уже заряженный электронной схемой до высокого напряжения (как правило, в пределах от 100 до 400 вольт). Таким образом, обязательными элементами в таких системах являются:
- преобразователь напряжения того или иного типа (чья задача — зарядить накопительный конденсатор),
- электронный ключ, подключающий данный конденсатор к катушке зажигания.

В качестве ключа используются тиристоры или транзисторы. Недостатком данных систем является конструктивная сложность и недостаточная длительность импульса в большинстве конструкций; достоинством — крутой фронт высоковольтного импульса, делающий систему менее чувствительной к забрызгиванию свечей зажигания, характерному для роторно-поршневых двигателей.

## Характерные особенности
- Данная система зажигания может работать без дополнительного источника тока (как магнето); аккумулятор при этом нужен только для функционирования стартёра (или запуск производится ручным или кик-стартером).
  - Батарейная (с аккумулятором) электронная система зажигания именуется DC-CDI[1].
- Отличительным преимуществом данной системы является то, что энергия искры не зависит от оборотов двигателя и других параметров его работы.

## Область применения
- Очень широко эта система применяется на мотоциклах, гидроциклах, мопедах, подвесных лодочных моторах, бензопилах, газонокосилках, мотоблоках и другой малогабаритной технике.
- В СССР грузовые автомобили ГАЗ-53, ЗИЛ-130 и ЗИЛ-131 штатно оснащались контактно-транзисторной электронной системой зажигания, в кабине у места водителя или же под капотом размещался коммутатор (радиатор с расположенным на нём транзистором), в продажу поступали блоки электронного зажигания, автолюбители самостоятельно встраивали их в «классическую» батарейную систему зажигания.